# Ischnochiton vanbellei
Ischnochiton vanbellei är en blötdjursart som beskrevs av Kaas 1985. Ischnochiton vanbellei ingår i släktet Ischnochiton och familjen Ischnochitonidae. Inga underarter finns listade i Catalogue of Life.